# Одаїв
Ода́їв (в минулому — Одаї, інколи Одаї Гориглядські) — село в Україні, у Олешанській сільській громаді Івано-Франківського району Івано-Франківської області. Розташоване на високій кручі над Дністром , звідки відкривається велична картина дністровської долини.

## Назва
В дорадянський час село називалось Одаї, інколи Одаї Гориглядські і було присілком села Горигляди.

## Історія
В селі та околицях знаходяться поселення й городища пізнього палеоліту, мезоліту, трипільської культури, комарівської культури, голіградської культури фракійського гальштату, Київської Русі.
Дерев'яна церква Воздвиження Чесного Хреста  збудована у 1878 році як перша в селі. За переказами, церкву купили в селі Радча, Тисменицького району і перевезли в Одаїв.
Церкву переосвятили на Воздвиження (у Радчі вона була під титулом Успіння). Спочатку церква була філіяльною парафіяльної церкви в селі Горигляди (на іншому березі Дністра), пізніше церкву приєднали до парафії села Долина.
У 1934-1939 рр. село входило до об’єднаної сільської ґміни Олєша Тлумацького повіту.
У 1939 році в селі проживало 750 мешканців, з них 620 українців-грекокатоликів і 130 українців-римокатоликів
До 2016 р. село входило до Будзинської сільської ради.
17 липня 2020 року, в результаті адміністративно-територіальної реформи та ліквідації Тлумацького району, село увійшло до складу Івано-Франківського району.

## Пам’ятки
Церква Воздвиження Чесного Хреста 1878 р.
Каплиця на високому березі Дністра навпроти Горигляд на місці трагічної загибелі в криївці вояків УПА.

## Туризм і спорт
Рельєф місцевості в районі села Одаїв створює можливість для занять дельтапланеризмом. Тут протягом останніх 10 років проходять міжнародні змагання з дельтапланерного та парапланерного спорту. Дельтадроми в с. Одаїв (північно-західні вітри), с. Ісаків-Підвербці (південно-східні вітри) є дельтадромами міжнародного значення. Дельтадром Одаїв є унікальним за своєю природно-геологічною будовою. Природна підкова каньйону на березі р. Дністер в Одаєві завдовжки 4-5 км і заввишки до 200 м. і більше направлена на північний захід, а тому збирає усі північно-західні вітри, які створюють чудовий динамічний потік заввишки до 300 м. Термічні ж потоки, зустрічаючи на своєму шляху перепону, створюють на гребені берега-підкови сталі термічні потоки. Все це сприяє відмінним умовам для польотів на дельтапланах і парапланах. Такі ж умови є і на дельтадромі Ісаків-Підвербці, який використовується при південно-східних вітрах.
В урочищі Городище облаштували перильне загородження оглядового майданчика каньйону.

## Природа
На східній околиці села — комплекс вертикальних карстових печер, серед яких печери Вертикальна, Стрімка, Затишна, на захід від села — Грот Монаха. В лісі поруч з хутором Думка — однойменна горизонтальна печера Думка з довжиною ходів понад 170 метрів. В печері Думка на відстані 40 метрів від входу в шурфі зафіксовані оброблені крем'яні вироби пізньопалеолітичного вигляду. Їх приблизний вік 20—30 тис. років. 
На північний схід від села розташована ботанічна пам'ятка природи «Дівич-гора».

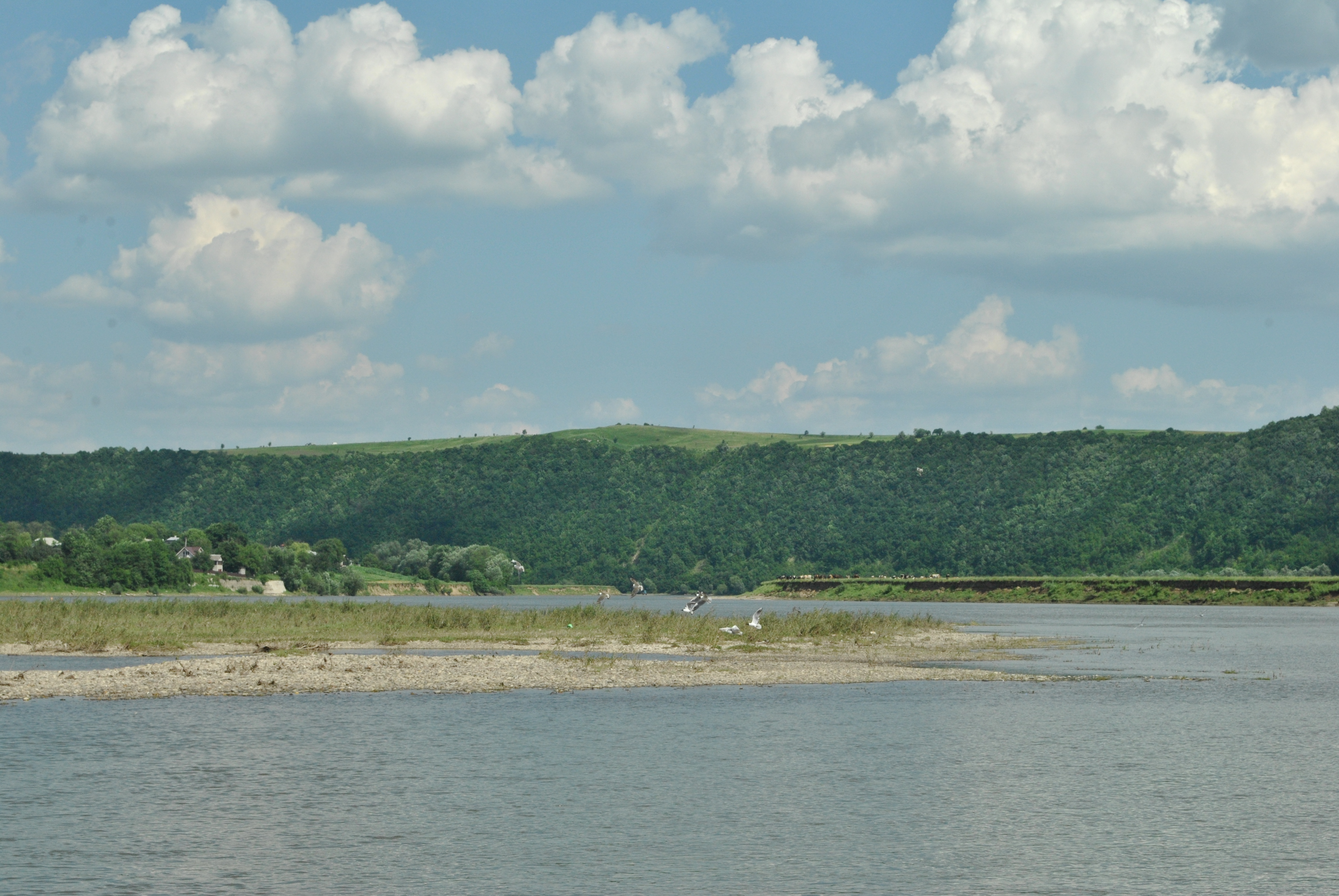
Дністер неподалік від села

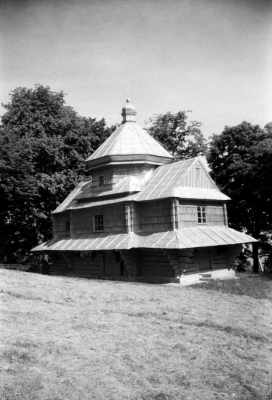